# Madalena (São Tomé)
Madalena ist ein Ort im Distrikt Mé-Zóchi auf der Insel São Tomé im Inselstaat São Tomé und Príncipe. 2012 wurden 221 Einwohner gezählt.

## Geographie
Der Ort liegt auf einer Höhe von ca. 241 m westlich der Hauptstadt São Tomé bei Aguã Telha.